# Орловский сельсовет (Бирилюсский район)
Орловский сельсовет - сельское поселение в Бирилюсском районе Красноярского края.
Административный центр - село Орловка.

## Население
| 2010 | 2012 | 2013 | 2014 | 2015 | 2016 | 2017 |
| ---- | ---- | ---- | ---- | ---- | ---- | ---- |
| 450  | ↘433 | ↘422 | ↘409 | ↘406 | ↘393 | ↘377 |
| 2018 | 2019 | 2020 | 2021 |      |      |      |
| ↘363 | ↘342 | ↘332 | ↘327 |      |      |      |

## Состав сельского поселения
| № | Населённый пункт | Тип населённого пункта       | Население |
| - | ---------------- | ---------------------------- | --------- |
| 1 | Ивановка         | деревня                      | 163       |
| 2 | Орловка          | село, административный центр | 232       |
| 3 | Петровка         | деревня                      | 55        |

## Местное самоуправление
Орловский сельский Совет депутатов
Дата избрания: 14.03.2010. Срок полномочий: 5 лет. Количество депутатов: 7
Глава муниципального образования
- Слезко Тамара Егоровна. Дата избрания: 14.03.2010. Срок полномочий: 5 лет